# Kirsty Child
Kirsty Child es una actriz australiana, conocida por haber interpretado a Willie Beecham en la serie Prisoner.

## Biografía
Kirsty se casó con el actor australiano Peter Adams, la pareja tuvo dos hijas Kate y Naomi Adams. Lamentablemente el matrimonio terminó cuando Peter murió el 13 de diciembre del 1999 luego de perder su batalla contra el cáncer.

## Carrera
En 1966 apareció por primera vez en la serie Homicide donde interpretó a Julie Fenwick en el episodio "Holiday Affair", ese mismo año interpretó a Coral Prescott en el episodio "Flashpoint", más tarde apareció nuevamente en la serie en 1972 donde interpretó a la hermana Cameron en el episodio "Mad Dog", a Thelma Taylor en el episodio "Time to Kill" y a Susie Harris en "Victim of Fear".
En 1971 dio vida a Marlene O'Brien en la serie Matlock Police, posteriormente apareció dos veces más en la serie una en 1972 donde interpretó a Sally Ryan en el episodio "It Could Have Been Anyone" y la última en 1973 donde dio vida a Teresa Wyatt en el episodio "The Death Maker".
En 1975 apareció en la película dramática Picnic at Hanging Rock, donde dio vida a la señorita Lumley.
En 1976 apareció por tercera vez en la serie Division 4 interpretando a Yvonne Simpson en el episodio "Friends, Who Needs 'Em?'": anteriormente había aparecido en dicha serie como Mary Shaw en el episodio "Command Performance" en  1971 y a Teresa en el episodio "Cry of Vengeance" en 1972.
En 1985 se unió al elenco de la serie Prisoner, donde interpretó a la criminal Willie Beecham hasta 1986. Anteriormente había aparecido en la serie en 1979 interpretando a la oficial de policía convertida en narcotraficante Anne Yates, quien murió diez episodios más tarde luego de sofocarse al esconderse en una secadora de ropa para no ser descubierta por la policía. Poco después interpretó a Glynis Johnson, la hermana de una reclusa, en tres episodios en enero de 1983.  
En 1991 se unió al elenco de la serie Boys from the Bush donde interpretó a Corrie, la exesposa del empresario Dennis Tontine (Chris Haywood), hasta el final de la temporada en 1992.
En el 2001 apareció por segunda vez en la serie policíaca Blue Heelers donde interpretó a Shirley Yates en el episodio "Dreaming of a White Christmas". Anteriormente había aparecido por primera vez en 1994 dando vida a Jean Crowhurst en el episodio "Why Give People Rights? They Only Abuse Them".
El 10 de julio del 2002 apareció por primera vez como invitada en varios episodios de la popular serie australiana Neighbours donde interpretó a Carmel Smith-Tyler, la hermana mayor de Susan Kennedy hasta el 12 de julio del mismo año. El 9 de noviembre del 2012 Kirty regresó a la serie donde interpretó nuevamente a Carmel, hasta el 23 de enero del 2013 luego de que su personaje decidiera mudarse a Sídney.

## Filmografía
Series de televisión
| Año               | Título             | Personaje         | Notas                                    |
| ----------------- | ------------------ | ----------------- | ---------------------------------------- |
| 2002, 2012 - 2013 | Neighbours         | Carmel Tyler      | 10 episodios                             |
| 2011              | Winners & Losers   | Judy Mitchell     | episodio "Out of Left Field"             |
| 2009              | City Homicide      | Elaine Shepparton | episodio "The Cutting Edge"              |
| 2001              | Blue Heelers       | Shirley Yates     | episodio "Dreaming of a White Christmas" |
| 2001              | Halifax f.p.       | Doctora           | episodio "The Scorpion's Kiss"           |
| 1992              | Bligh              | Enfermera         | episodio "A Small Plague"                |
| 1991 - 1992       | Boys from the Bush | Corrie            | 17 episodios                             |
| 1992              | Mother and Son     | Meredith          | episodio "The Sunday Roast"              |
| 1989              | Inside Running     | -                 | -                                        |
| 1985 - 1986       | Prisoner           | Willie Beecham    | 53 episodios                             |
| 1985              | A Fortunate Life   | Mrs. Bibby        | episodio "Bush Schooling" - miniserie    |
| 1981              | The Patchwork Hero | -                 | -                                        |
| 1980              | Young Ramsay       | Jocelyn Scott     | episodio "Natural Selection"             |
| 1976              | Division 4         | Yvonne Simpson    | episodio "Friends, 'Who Needs 'Em?'"     |
| 1973              | Matlock Police     | Teresa Wyatt      | 2 episodios                              |
| 1972              | Homicide           | Susie Harris      | episodio "Victim of Fear"                |

Películas
| Año  | Título                 | Personaje  | Notas                                                                                                 |
| ---- | ---------------------- | ---------- | --- |
| 1998 | Crackers               | Enfermera  | junto a Warren Mitchell, Peter Rowsthorn, Susan Lyons, Daniel Kellie & Terry Gill                     |
| 1986 | Handle with Care       | Shirley    | junto a Monica Maughan, Lucinda Cowden, Norman Kaye, George Trotman & Tony Llewellyn-Jones            |
| 1975 | Picnic at Hanging Rock | Miss Lumey | junto a Rachel Roberts, Vivean Gray, Helen Morse, Tony Llewellyn-Jones, Garry McDonald & Jacki Weaver |
| 1971 | Country Town           | Julie      | junto a Terry McDermott, Gary Gray, Lynette Curran & Gerard Maguire                                   |

Teatro
| Año        | Obra                                   | Personaje | Director (a)       | Teatro                    | Notas                                                       |
| ---------- | -------------------------------------- | --------- | ------------------ | ------------------------- | ----------------------------------------------------------- |
| 2010       | Conspiracy                             | -         | Kevin Summers      | Courthouse Theatre        | junto a Gloria Ajenstat, Peter Stratford & Marita Wilcox    |
| 2008       | Never Too Old                          | -         | Alan Hopgood       | Alexander Theatre         | junto a Alan Hopgood & Denis Moore                          |
| 2008       | Wicked Widows                          | -         | Alan Hopgood       | Alexander Theatre         | junto a Babs McMillan & Jenny Seedsman                      |
| 2006, 2007 | Under Milk Wood                        | -         | Don Mackay         | Comedy Theatre            | junto a Allison Byrne, Michael Craig & Dion Mills           |
| 2005       | The Breath of Life                     | -         | Kate Cherry        | Dunstan Playhouse Theatre | junto a Helen Morse                                         |
| 2003       | A Tree                                 | -         | Dave Letch         | -                         | junto a Jonathan Hardy                                      |
| 1991       | Morning Sacrifice                      | -         | Janis Balodis      | Russell Street Theatre    | junto a Robynne Bourne, Heather Mitchell & Alison Whyte     |
| 1986       | The Norman Conquests                   | -         | Simon Hopkinson    | Russell Street Theatre    | junto a Terry Bader, Judith McGrath & Roger Oakley          |
| 1985       | Blue Window                            | -         | Murray Copland     | St Martins Theatre        | junto a Peter Hosking, Judith McGrath & Pamela Rabe         |
| 1984       | Filumena                               | -         | Graeme Blundell    | Athenaeum Theatre         | junto a Nikki Coghill, Chris Connelly & David Whitney       |
| 1984       | The Real Thing                         | -         | John Sumner        | Athenaeum Theatre         | junto a Graeme Blundell, Nikki Coghill & David Whitney      |
| 1983       | Woodworm                               | -         | -                  | Playbox Theatre           | junto a Stephen Cummins, Gary Files & Malcolm Robertson     |
| 1981       | Same Time Next Year                    | -         | Don Mackay         | Twelfth Night Theatre     | junto a Peter Adams                                         |
| 1980       | Upside Down at the Bottom of the World | -         | Murray Copland     | Playbox Theatre           | junto a Lindy Davies, Carrillo Gantner & Peter Paulsen      |
| 1980       | Outside Edge                           | -         | Carrillo Gantner   | Playbox Theatre           | junto a Julia Blake, Gary Files, Judith McGrath & John Wood |
| 1978       | The Emigrants                          | -         | Murray Copland     | Playbox Theatre           | junto a Lindy Davies, Carrillo Gantner & Peter Paulsen      |
| 1972       | Father Dear, Come Over Here            | -         | John Derum         | Russell Street Theatre    | junto a Peter Adams & Frederick Parslow                     |
| 1972       | Jugglers Three                         | -         | Malcolm Robertson  | Russell Street Theatre    | junto a Peter Adams, Lloyd Cunnington & Sean Scully         |
| 1972       | Forget-Me-Not Lane                     | -         | Malcolm Robertson  | Russell Street Theatre    | junto a Peter Adams, John Derum & Tony Llewellyn-Jones      |
| 1970       | Cat Among the Pigeons                  | -         | John Tasker        | Parade Theatre            | junto a Peter Adams, John Derum & Gordon McDougall          |
| 1968       | This Old Man Comes Rolling Home        | -         | Jean Wilhelm       | Old Tote Theatre          | junto a Pat Bishop, John Derum & Ron Haddrick               |
| 1968       | King Lear                              | -         | Robin Lovejoy      | -                         | junto a Ron Graham, Garry McDonald & Jennifer West          |
| 1968       | You Never Can Tell                     | -         | Jim Sharman        | Old Tote Theatre          | junto a Ron Haddrick, Dan O'Sullivan & Jacki Weaver         |
| 1967       | The Owl and the Pussycat               | -         | Frank Baden-Powell | Theatre 62                | junto a Chris Johnson                                       |
| 1967       | Mary, Mary                             | -         | Edgar Metcalfe     | -                         | junto a Diana Greentree, John Preston & Ron Tunstall        |
| 1967       | And So To Bed                          | -         | Jim Sharman        | Playhouse Theatre         | junto a Diana Greentree, John Preston & Neville Teede       |